# Cophixalus hinchinbrookensis
Espèce
Cophixalus hinchinbrookensis est une espèce d'amphibiens de la famille des Microhylidae.

## Répartition
Cette espèce est endémique de l'île Hinchinbrook dans le nord-est du Queensland en Australie. 

## Étymologie
Son nom d'espèce, composé de hinchinbrook et du suffixe latin -ensis, « qui vit dans, qui habite », lui a été donné en référence au lieu de sa découverte : l'île Hinchinbrook.

## Publication originale
- Hoskin, 2012 : Two new frog species (Microhylidae: Cophixalus) from the Australian wet tropics region, and redescription of Cophixalus ornatus. Zootaxa, no 3271, p. 1-16.